# Poul Hannover
Poul Hannover (29. september 1897 i København – 21. september 1988) var en dansk erhvervsleder, bror til Knud Hannover.
Han var søn af professor H.I. Hannover og hustru Laura f. Michaelsen, blev student fra Metropolitanskolen 1915 og cand. polyt. (maskiningeniørlinjen) 1921, var ingeniør i Danmark, Tyskland og Letland 1921-22, i Frankrig (Usines Renault) 1923-24, i USA (Detroit og New York) 1924-26. Han blev direktør i A/S Titan 1926, adm. direktør i 1932 og kortvarigt i Thrige-Titan A/S 1965-66.
Som jøde måtte han med sin familie flygte til Sverige i oktober 1943. 3. april 1945 meldte han sig til Den Danske Brigade, hvor han blev overført til Morterkompagniet. Også broderen Knud, hans kone Else samt Aage og Finn Hannover gik ind i Brigaden.
Han var medlem af bestyrelsen for A/S Jernkontoret til 1968, A/S Accumulator-Fabriken til 1974, F.E. Bording A/S, A/S De forenede Vagtselskaber, A/S Det danske Rengøringskompagni og A/S Niro; medlem af bestyrelsen for Foreningen af Fabrikanter i Jernindustrien i København 1938-63, for Pensionskassen for Værkstedsfunktionærer i Jernindustrien i Danmark, formand 1940-72, medlem af Industrirådet 1949-67, næstformand i bestyrelsen for Danmarks Tekniske Museum 1951-70. Han var Ridder af 1. grad af Dannebrog og bar flere udenlandske ordener.
Han blev gift 8. december 1929 med Inger Meyer (13. september 1909 i København – ), datter af overlæge, dr. med. Adolph H. Meyer og hustru Mathilde f. Goldschmidt (død 1937).